# Iarnród Éireann
Iarnród Éireann-Irish Rail es el operador nacional del sistema ferroviario de la República de Irlanda. 

## Historia
Fundada el 2 de febrero de 1987, es una filial de Coras Iompair Éireann (CIE). Gestiona todos los servicios interurbanos, de cercanías como el Dublin Area Rapid Transit y de tren de mercancías internos en la República de Irlanda y en conjunto con Northern Ireland Railways, el servicio de la empresa entre Dublín y Belfast. En 2009, Iarnrod Éireann tuvo 38,8 millones de pasajeros, contra los 43.300.000 del año 2008. 
Hasta 2013 Irlanda fue el único estado de la Unión Europea que no había aplicado la Directiva 91/440 de la UE y la legislación correspondiente, después de haber establecido una excepción a su obligación de dividir las operaciones ferroviarias y las empresas de infraestructura, y permitir el libre acceso de las empresas privadas a la red ferroviaria. Una consulta sobre la reestructuración de la compañía tuvo lugar en 2012. La excepción finalizó el 14 de marzo de 2013.